# Mordella invisitata
Mordella invisitata är en skalbaggsart som beskrevs av Liljeblad 1945. Mordella invisitata ingår i släktet Mordella och familjen tornbaggar. Inga underarter finns listade i Catalogue of Life.